# Suckow
Suckow är en ortsteil i kommunen Ruhner Berge i Landkreis Ludwigslust-Parchim i förbundslandet Mecklenburg-Vorpommern i Tyskland. Suckow var en kommun fram till den 1 januari 2019 när den uppgick i Ruhner Berge. Suckow hade 499 invånare 2018.